# Urinvejsinfektion
En urinvejsinfektion (Urinvejsbetændelse) er en infektion med bakterier i dele af urinvejene.  Når betændelsen er i de nedre urinveje, kaldes det cystitis (blærebetændelse), og når den er i de øvre urinveje, kaldes det pyelonephritis (nyrebækkenbetændelse). Symptomerne på en betændelse i de nedre urinveje er svie ved vandladning og enten hyppig vandladning eller trang til vandladning (eller begge). Symptomerne på pyelonephritis er bl.a. feber og smerter i siden samt de samme symptomer som ved betændelse i de nedre urinveje. Hos ældre mennesker og små børn kan symptomerne være vage og uspecifikke. Hovedårsagen til begge typer er Escherichia coli, men i sjældne tilfælde kan de skyldes andre bakterier, virus eller svamp.  Urinvejsinfektioner forekommer hyppigere hos kvinder end hos mænd. Halvdelen af alle kvinder rammes mindst én gang i livet. Betændelsen vender tit tilbage. Risikofaktorer omfatter den kvindelige anatomi, samleje og familiens sygdomshistorie. Hvis man får pyelonephritis, er det som regel efter en blærebetændelse, men det kan også skyldes bakterier i blodet. Unge, raske kvinder kan diagnosticeres på symptomerne alene. Er symptomerne vage, kan det være svært at stille diagnosen, da der kan være bakterier til stede uden en infektion. Hvis behandlingen ikke virker i komplicerede tilfælde, kan en urindyrkning (dyrkning af bakterier fra en urinprøve) være nyttig. Patienter med jævnlige infektioner, kan tage en lille dosis antibiotika præventivt.  Ukomplicerede tilfælde af urinvejsinfektion kan nemt behandles med en kort antibiotikakur, selvom resistens over for mange af de midler, der bruges, er stigende. I komplicerede tilfælde kan det være nødvendigt med en længere kur eller intravenøs antibiotika, og hvis symptomerne ikke bedres i løbet af to eller tre dage, skal der tages flere prøver. Hos kvinder er urinvejsinfektioner den mest almindelig form for bakterieinfektion. 10% får urinvejsinfektioner hvert år.  
Urinvejsinfektion er en fællesbetegnelse for følgende sygdomme, som forekommer i urinvejene:
- Blærebetændelse (cystitis)
- Nyrebækkenbetændelse (pyelonephritis)
- Urinrørskatar (urethritis)

## Tegn og symptomer
Infektion i de nedre urinveje kaldes også blærebetændelse.  De almindeligste symptomer er svien ved vandladning og hyppig vandladning (eller trang til vandladning), da der ikke er noget udflåd samt kraftige smerter. Disse symptomer kan være alt fra milde til voldsomme, og hos ellers raske kvinder varer de som regel seks dage. Der kan også forekomme smerter over skambenet eller smerter i siden. Folk, der får en infektion i de øvre urinveje eller pyelonephritis, kan få smerter i lænden, feber, eller kvalme og opkastning oven i de klassiske symptomer på infektion i de nedre urinveje. Det er kun sjældent, der er blod i urinen. eller synligt pus pyuri (pus i urinen).

### Hos børn
Hos små børn kan det eneste symptom på en urinvejsinfektion være feber. Af denne grund anbefaler mange lægeforeninger, at man dyrker en urinprøve, hvis piger under to eller uomskårede drenge under et får feber. Babyer spiser måske ikke, kaster op, sover mere eller viser tegn på gulsot. Større børn kan få urininkontinens (manglende blærekontrol).

### Hos ældre
Ældre mennesker har tit ikke symptomer på urinvejsinfektion. De opsøger måske lægen med vage symptomer som inkontinens, ændrede åndsevner eller træthed. Nogle opsøger lægen med blodforgiftning som første symptom. Diagnosen kan være svær at stille, da mange ældre allerede lider af inkontinens ellerdemens.

## Årsag
80-85% af alle urinvejsinfektioner skyldes E. coli, og 5-10% skyldes Staphylococcus saprophyticus. Det kan i sjældne tilfælde skyldes infektioner fra virus eller svampe. Andre bakterielle årsager kan være:Klebsiella, Proteus, Pseudomonas og Enterobacter.  Disse er ualmindelige og skyldes tit misdannelser i urinvejene eller  urinkatetere. Urinvejsinfektioner fra Staphylococcus aureus (gule stafylokokker) er typisk sekundære symptomer ved bakterier i blodet.

### Sex
Hos unge, seksuelt aktive kvinder skyldes 75–90% af blærebetændelserne seksuel aktivitet. Infektionsfaren hænger sammen med seksuel frekvens. På dansk bruges også den engelske betegnelse "honeymoon cystitis" (altså "blærebetændelse efter hvedebrødsdagene") om hyppigt tilbagevendende urinvejsinfektioner tidligt i forholdet. For kvinder, der er ude over overgangsalderen giver seksuel aktivitet ikke øget risiko for urinvejsinfektion. Brug af Sæddræbende midler øger risikoen for at få urinvejsinfektion uanset seksuel aktivitet.  Kvinder er mere udsat for urinvejsinfektioner end mænd, fordi kvinders urinrør er meget kortere og tættere påendetarmsåbningen. Når en kvindes østrogenniveau daler i overgangsalderen, stiger hendes risiko for urinvejsinfektioner på grund af færre beskyttende bakterier i skeden.

### Urinkatetere
Urinkateterisering øger risikoen for urinvejsinfektioner. Risikoen for bakteriuri (bakterier i urinen) er mellem tre og seks procent for hver dag, og forebyggende antibiotika mindsker ikke infektionerne. Risikoen kan mindskes ved kun at lægge kateter, når det er nødvendigt, og ved at bruge aseptiske metoder, når kateteret skal lægges samt ved at sørge for, at der altid er frit afløb til kateteret.

### Andre
Nogle familier er disponeret for blærebetændelse. Andre risikofaktorer er sukkersyge, forstørret blærehalskirtel. Komplikationerne er ret vage og omfatter anatomiske, funktionelle eller metaboliske misdannelser. En kompliceret urinvejsinfektion er sværere at behandle og kræver som regel en mere omfattende evaluering, behandling samt opfølgning. Hos børn forbindes urinvejsinfektioner med vesikoureteral refluks (tilbageløb af  urin fra blæren til urinlederne eller nyrerne) og forstoppelse.  Folk med rygmarvsskader har større risiko for at få urinvejsinfektioner; dels fordi de tit går fast med kateter, og dels på grund af problemer med blæreudtømning. Det er den hyppigste årsag til infektion i denne befolkningsgruppe og også den hyppigste årsag til indlæggelse. Tranebærsaft eller tranebærtilskud ser heller ikke ud til at kunne forebygge eller behandle urinvejsinfektioner hos disse patienter.

## Opståen og udvikling
De bakterier, der giver urinvejsinfektioner, når typisk ind i blæren via urinrøret. Infektionen kan dog også komme via blodet eller lymferne. Bakterierne overføres som regel til urinrøret fra tarmene. Kvinder har større risiko på grund af deres anatomi. Når først de har nået blæren, kan E. Colisætte sig på blærevæggen og danne en biofilm, der er modstandsdygtig over for kroppens immunforsvar.

## Forebyggelse
Det er ikke påvist, at følgende påvirker hyppigheden af urinvejsinfektioner: P-piller eller kondomer, vandladning straks efter samleje, valg af undertøj, personlig hygiejne efter vandladning eller besørgelse, eller om man normalt tager karbad eller brusebad. Der er heller ingen beviser for, at det hjælper at holde sig, bruge tampon eller udskylninger.    Hvis man bruger sæddræbende midler eller pessar og tit får urinvejsinfektioner, anbefales det at finde alternative metoder. Tranebær (saft eller kapsler) kan hjælpe, hvis man tit får  infektioner, men længere tids brug kan mindske virkningen, og ca. 30% af brugerne får fordøjelsesproblemer.Det kan være mere effektivt at tage det to gange om dagen end en gang. Per 2011 manglede der forskning i, om intravaginale probiotika hjælper. Brug af kondom uden sæddræbende midler eller af P-piller giver ikke større risiko for ukompliceret urinvejsinfektion.

### Medicin
Lider man af tilbagevendende infektioner, kan en længere antibiotikakur hjælpe. De hyppigste midler er nitrofurantoin og trimethoprim/sulfamethoxazol. Methenamine bruges også tit, da det danner formaldehyd i blæren, hvor surhedsgraden er lav. Det oparbejdes der ikke resistens imod. Hvis infektionerne kommer af samleje, kan det hjælpe at tage antibiotika bagefter. For kvinder efter overgangsalderen kan udvortes brug af østrogen i skeden mindske hyppigheden. I modsætning til cremer har østrogen fra  pessarer været mindre effektiv end små doser antibiotika. Flere vacciner er ved at blive udviklet i skrivende stund (2011).

### Hos børn
Ikke meget tyder på, at forebyggende antibiotika mindsker risikoen for urinvejsinfektioner hos børn. Men det er sjældent, at hyppige urinvejsinfektioner fører til nyreproblemer, hvis der ikke er misdannelser i nyrerne. Det er kun tilfældet i 0,33% af kroniske nyresygdomme hos voksne.

## Diagnose
I ukomplicerede tilfælde kan patienten diagnosticeres og behandles kun ud fra symptomerne uden laboratoriediagnose. I komplicerede eller tvivlsomme tilfælde kan det være nyttigt at bekræfte diagnosen med en urinanalyse, hvor der tjekkes for nitrit i urinen, hvide blodceller (leukocytter) eller leukocytesterase.  Med urinmikroskopi kan man undersøge, om der er røde blodceller, hvide blodceller eller bakterier til stede. Dyrkningen af bakterierne fra urinprøven anses for positiv, hvis antallet af bakteriekolonier er over eller lig med 103 kolonidannende enheder (altså levende bakterier) pr. ml (CFU/ml) af en typisk urinvejsorganisme. Man kan også teste for bakteriernes følsomhed over for antibiotika ved at dyrke dem, så man kan vælge den rette behandling. Selvom en dyrkning af bakterier fra en kvinde er negativ, kan hun stadig få det bedre med antibiotika. Da symptomerne hos ældre kan være svage, og prøver ikke altid er effektive, kan det være svært at diagnosticere ældre mennesker.

### Klassifikation
Hvis en urinvejsinfektion kun rammer de nedre urinveje, kaldes det blærebetændelse.  Hvis den også når de øvre urinveje, kaldes det nyrebækkenbetændelse (pyelonephritis). Hvis urinen indeholder mange bakterier, men der ikke er nogen symptomer, kaldes tilstanden symptomfri bakteriuri. Urinvejsinfektioner i de øvre urinveje anses for komplicerede hos sukkersyge-patienter, mænd, gravide kvinder og patienter med immundefekt. Men hvis en kvinde ellers er sund og rask og ikke har været i overgangsalderen, anses den for ukompliceret. Hvis børn med urinvejsinfektion har feber, anses det for en infektion i de øvre urinveje.

### Hos børn
Der skal en positiv urinprøve til for at stille diagnosen urinvejsinfektion hos børn. Der er tit risiko for forurening af prøven alt efter, hvordan den tages. Derfor er grænseværdien 105 CFU/ml for en "ren" prøve af midtstråleurin, 104 CFU/ml for prøver fra kateter og 102 CFU/ml for prøver med suprapubisk aspiration (en prøve, der tages direkte fra blæren med en nål). Verdenssundhedsorganisationen fraråder brug af "urinposer" til prøverne, da forureningsrisikoen er stor ved dyrkning. Kateterisering anbefales, hvis barnet ikke har lært at gå på toilettet. Nogle organisationer, såsom American Academy of Pediatrics anbefaler renal ultralyd og miktionscystouretrografi (observation af urinrør og urinblære med røntgen i realtid under vandladning) af alle børn under to år, der har haft urinvejsinfektion. Men da der ikke er en effektiv behandling af eventuelle problemer, anbefaler andre, som fx National Institute for Clinical Excellence kun, at man gør dette hos børn under seks måneder, eller hvis prøverne viste noget usædvanligt.

### Differentialdiagnose
Kvinder kan få cervicitis (betændelse i livmoderhalsen) eller vaginitis (betændelse i skeden), og unge mænd kan få symptomer på urinvejsfektioner ved infektion af Chlamydia trachomatis eller Neisseria gonorrhoeae. Skedebetændelse kan også skyldes en gærinfektion. Interstitel cystitis (kroniske blæresmerter) kan være forklaringen, hvis en patient flere gange har haft symptomer på urinvejsinfektioner, selvom prøverne har været negative, og antibiotika ikke har hjulpet. Prostatitis (betændelse i prostata) kan også overvejes i differentialdiagnosen.

## Behandling
Behandlingen består mest af antibiotika. Phenazopyridin kan ordineres i de første dage sammen med antibiotika for at lindre den svie og trang, nogle oplever ved en blæreinfektion. Men det anbefales ikke som standard, da kan være en øget risiko for methæmoglobinæmi(et forhøjet niveau af methæmoglobin i blodet). Acetaminophen (paracetamol) kan lindre feber.  Kvinder, der tit får urinvejsinfektioner, kan med fordel selv administrere behandlingen og kun søge læge, hvis den ikke hjælper. Der kan indtelefoneres en recept på antibiotika til apoteket.

### Ukompliceret
Ukomplicerede infektioner kan diagnosticeres og behandles alene ud fra symptomerne. Oral antibiotika som fx trimethoprim/sulfamethoxazol (TMP/SMX), cephalosporin, nitrofurantoin eller fluoroquinolone afkorter sygdomsforløbet betragteligt. De er lige effektive. En tredages kur med trimethoprim, TMP/SMX eller fluoroquinolon er som regel tilstrækkeligt, men nitrofurantoin skal gives i 5–7 dage. Med behandling bør symptomerne lette inden for 36 timer. Ca. 50% af patienterne kommer sig uden behandling på få dage eller uger. Infectious Diseases Society of America anbefaler ikke fluoroquinolon som første behandlingsvalg, da de er bekymrede for, at man kan udvikle resistens over for denne type medicin. Til trods for denne forholdsregel er der opstået nogen resistens over for disse midler, da de bruges så meget. I nogle lande mener man, at Trimethoprim alene er lige så godt som TMP/SMX. Ved ukomplicerede urinvejsinfektioner reagerer børn tit godt på en tredages kur med antibiotika.

### Pyelonephritis
Pyelonephritis (nyrebækkenbetændelse) behandles mere aggressivt end en simpel blærebetændelse enten med en længere kur af oral antibiotika eller ved at give antibiotika intravenøst. En syv-dages-kur med oral fluoroquinolonciprofloxacin bruges tit i områder, hvor resistensraten er under 10%.Hvis den lokale resistensrate er over 10%, ordineres tit intravenøs ceftriaxon. Hvis patienten har mere alvorlige symptomer, kan det være nødvendigt med en indlæggelse for antibiotikakuren. Der kan være tale om  blokerede urinveje på grund af en nyresten, hvis symptomerne ikke letter efter to-tre dages behandling.

## Epidemilogi
Urinvejsinfektioner er den bakterieinfektion, der rammer kvinder hyppigst. Det er mest almindeligt mellem 16 og 35 år. 10% rammes en gang om året, og 60% rammes mindst en gang i livet. Sygdommen vender tit tilbage. Halvdelen af de ramte får en ny infektion inden for et år. Urinvejsinfektioner rammer kvinder fire gange hyppigere end mænd. Pyelonephritis opstår 20–30 gange mindre hyppigt. Det er den hyppigste årsag til hospitalserhvervede infektioner med ca. 40%. Mængden af symptomfri bakterier i urinen stiger med alderen. Den er to til syv procent hos kvinder i den fødedygtige alder og op til 50% hos ældre kvinder på plejehjem. Hos mænd over 75 er tallet mellem syv og ti procent.   Urinvejsinfektioner kan ramme 10% af alle børn.   Det rammer mest uomskårede drenge under tre måneder og piger under et år. Der er dog store udsving i beregningerne af frekvensen blandt børn. I en gruppe børn i aldersgruppen nyfødt til to år havde mellem to og 20% en urinvejsinfektion.

## Samfund og kultur
I USA står urinvejsinfektioner for næsten syv millioner lægekonsultationer, en million besøg på akutmodtagelsen og hundred tusind indlæggelser hvert år. De samlede udgifter er store både hvad angår tabt arbejdstid og udgifter til behandling. I USA anslås det, at behandlingen alene løber op i 1.6 milliarder USD om året.

## Historie
Urinvejsinfektioner kendes helt tilbage fra oldtiden, hvor den første beskrivelse findes i Ebers Papyrus fra ca. 1550 f.Kr. Ægypterne beskrev det som "at udsende varme fra blæren". Der var ingen effektiv behandling, før antibiotika kom frem i 1930'erne. Før det brugte man urter, åreladning og hvile.

## Under graviditet
Urinvejsinfektioner er alvorligere under graviditeten, da der er en øget risiko for nyreinfektioner. Under graviditeten giver høje progesteron-tal en øget risiko for, at musklerne i urinlederne og blæren bliver slappe, så urinen kan løbe tilbage i  urinlederne mod nyrerne. Gravide kvinder er ikke mere udsat for asymptomatiske bakterier, men hvis der er bakterier i urinen, er der en 25-40% højere risiko for nyreinfektion. Så hvis en urinprøve viser tegn på en infektion, også selvom der ikke er symptomer, anbefales det at behandle. Der bruges sædvanligvis Cefalexin eller nitrofurantoin, fordi de anses for ufarlige under graviditet. En nyreinfektion under graviditet kan føre til for tidlig fødsel eller praeeclampsia (for højt blodtryk og nyresvigt under graviditeten, der kan medføre krampeanfald).